# فان يي
فان يي (بالصينية: 范晔) هي لاعبة جمباز فني صينية، ولدت في 23 أكتوبر 1986 في باودينغ في الصين.

## وصلات خارجية
- فان يي على موقع الاتحاد الدولي للجمباز (licence) (الإنجليزية)
- فان يي على موقع الاتحاد الدولي للجمباز (biography) (الإنجليزية)
- فان يي على موقع أوليمبيديا (الإنجليزية)